# Bryum sinense
Bryum sinense là một loài rêu trong họ Bryaceae. Loài này được Mohamed mô tả khoa học đầu tiên năm 1979.